# Риме
Движението Риме в тибетския будизъм, наричано още тибетски Ренесанс е движение, включващо школите Сакя, Кагю и Нингма, а също някои учени от Бон.
Като виждат как ръководените от Гелуг институции изтласкват останалите традиции в периферията на обществения живот, Джамянг Кхиенце Уангпо (1820 – 1892) и Джамгон Конгтрул Лодро Тайе (1813 – 1899) събират учения от Сакя, Кагю и Нингма, в това число някои приемствености, които по това време се оказват на ръба на изчезването. Без събраните, съхранени като приемственост и отпечатани от Кхиенце и Конгтрул редки и труднодостъпни учения потискането от Гелугпа на останалите школи би било окончателно. Движението Риме е причината за съществуването на редица важни сборници, като например Нингма Ринчен Тердзод и Шеджа Дзо.

## Подходът на Риме
Повечето будолози обясняват Риме като еклектично движение, макар не всички да са съгласни с такова представяне. Един учен например заявява: „Фактически движението Риме не е точно еклектично, а универсалистично (и енциклопедично), „rimed (pa)“, (антоним на „risu ch'edpa“ означава безгранично, обгръщащо, неограничено и също така безпристрастно. Един от изтъкнатите съвременни майстори на Риме, Рингу Тулку набляга на посланието на основателите на Риме, че това не е нова школа. То просто е подход, който позволява свобода на избора, който в историята на тибетския будизъм винаги е бил практика на мнозинството. Дзонгкапа, Далай Ламите, държателите на Сакя, Нингма, Кармапите и други важни лами на Кагю школите са получавали учения от различни линии на приемственост.
Името Риме произлиза от тибетските думи „Ris“ (пристрастие, страна) и „Med“ (липса), които комбинирани изразяват идеята за отвореност към различните будистки традиции в противовес на идеята за „сектантство“. Поради това движението Риме често бива погрешно разбирано като опит да се обединят различните школи (на английски sect) чрез техните прилики. Риме по-скоро е създадено за да бъдат разпознати и оценени по достойнство различията между отделните традиции, както и да се установи диалог, създаващ обща основа. Основателите смятат за важно да се съхрани разнообразието и всъщност ламите от Риме внимателно очертават различните подходи и дават на учениците си избор как да напредват в своето развитие.

Ris или Phyog-ris на тибетски означава „едностранчив“, „фанатичен“ или „сектантски“. Med означава „не“. „Риме“ следователно значи „не-едностранчив“, „не-фанатичен“, „не-сектантски“. То не означава „неконформистки“ или „неангажиран“; нито означава формиране на нова школа или система, която да е различна от съществуващите. Човек, който вярва на подхода Риме почти сигурно следва една линия на приемственост като своя главна практика. Той или тя не биха се отделили от школата в която са израсли. Конгтрул израства с традициите Нингма и Кагю, а Кхиенце съответно в силна Сакя среда. Те никога не са пропускали да отбележат принадлежността към собствената си школа.
Риме не е начин да се обединят различни школи и линии чрез наблягане на приликите. То по принцип е признаване на техните различия и потвърждаване на важността на това да имаме разнообразни ползи за практикуващи с различни нужди. Следователно учителите от Риме винаги отделят много внимание ученията и практиките на отделните школи и линии със своя уникален стил да не бъдат обърквани една с друга. За да съхранят оригиналния стил и методи, Конгтрул и Кхиенце полагат големи усилия и запазват оригиналния вкус на всяко учение докато ги правят достъпни за мнозина. Конгтрул пише в биографията на Кхиенце „Когато той (Кхиенце Ринпочче) преподаваше, той даваше ученията на всяка линия ясно и разбираемо без объркване на термини и понятия от други учения.

Първоначално Риме е замислено като противодействие на растящата подозрителност и напрежение между различните традиции, които на много места са отишли толкова далеч, че взаимно да се забрани изучаването на текстовете на другите. Тибетският будизъм има дълга история на бурни дебати и спорове между школите и при индивидуалното обучение. Това може да доведе практикуващия до убеждението, че неговата школа има най-добрия подход или най-висшия философски възглед, а другите линии имат по-нисше или порочно разбиране. Подходът Риме се противопоставя на развиването на такава гледна точка, докато в същото време оценява дебатите като важни и споровете чий възглед е по-висш или по-нисш все пак имат място.
Джамгон Конгтрул посочва необходимостта всеки практикуващ да има здрава основа в една школа:

Учените и сидхите (реализираните майстори на медитацията бел.ред.) от различни школи правят свои индивидуални представяния на Дхарма. Всяко едно от тях има множество силни страни и е подкрепено от логични разсъждения. Ако имате здрава основа в представянето на своята собствена традиция, тогава не е необходимо да сте сектант. Ако обаче сте объркан от различните принципи и терминология, тогава ви липсва опора дори в собствената ви традиция. Тогава опитвате да използвате системата на другите за да подкрепите собственото си разбиране и подобно на неумел тъкач заплитате всичко що се отнася до възгледа, медитацията, поведението и резултата. Ако нямате увереност в своята собствена система вие не можете да използвате разсъждения за да подкрепите своите учения и няма как да предизвикате другите да утвърдят своите. Тогава ставате посмешище в очите на разбиращите. Би били много по-добре да имате ясно разбиране на своята собствена традиция.
В обобщение човек трябва да види всички учения като непротиворечиви и да разглежда всички писания като инструкции. Това ще направи корените на сектантството и предубежденията да пресъхнат и ще ви даде стабилна основа в ученията на Буда. В този момент стотици врати към осемдесет и четирите хиляди учения на дхарма едновременно ще се отворят за вас.

## Основателите на Риме
Двамата основателите на Риме са Джамянг Кхиенце Уангпо и Джамгон Конгтрул Лодро Тайе, двамата от различни школи; носители са на епитета „Джамянг“ (Шаблон:Bo, Шаблон:Lang-sa) и съответно „Джамгон“ (Шаблон:Bo, Шаблон:Lang-sa) в името си, и двата означаващи, че са смятани за еманация на Манджушри. Джамгон Конгтрул е от школите Кагю и Нингма, а Джамянг Кхиенце от Сакя. По това време тибетските школи са твърде изолирани и двамата спомагат за подновяването на диалога между тях.
Рейчъл Панг отбелязва не-сектантските идеи, които ярко присъстват в работите Шабкар Цокдрук Рангдрол, макар той да предшества Риме с три десетилетия и никога да не е срещал никого от майсторите, основатели на движението от Кхам.
Други забележителни тибетски учители, подкрепящи не-сектантския подход на Риме са Патрул Ринпоче, Чогюр Дечен Лингпа, а също и петнадесетият Кармапа Качяб Дордже, който е ученик на първия Джамгон Конгтрул. Другите държатели на линии също подпомагат и дават своята благословия за движението и неговите основатели, които имат безспорен авторитет и са считани за изключително високо реализирани.

## Преследването от Пабонгка и неговите ученици
Дейвид Кей отбелязва, че Шугден е ключов елемент за гоненията, упражнявани върху Риме от Пабонгка Дечен Нингпо:

Като правителствен агент на Гелуг в Кхам и в отговор на движението Риме, основано и процъфтяващо в този регион, Пабонгка Ринпоче и неговите ученици използват репресивни мерки против другите школи. Религиозни артефакти, свързани с Падмасамбхава, почитан като втори Буда от практикуващите Нингма са разрушени, манастири на другите школи и особено на Нингма насилствено са превърнати в манастири на Гелуг. Ключов елемент от възгледите на Пабонгка е култът към защитния аспект Дордже Шукден, тясно свързан с идеята за изключителността на Гелуг и бива използван срещу другите традиции, а също и вътре в Гелуг срещу тези с еклектични тенденции

.

Неговото пътуване с даване на учения в Кхам през 1938 бил зародишът, довел до втвърдяването на неговия ексклузивизъм и заемането на сектантска позиция, включваща военна сила. Като реакция на просъфтяващото Риме и упадъка на манастирите на Гелуг в региона, Пабонгка и неговите ученици атакували със създаването на съперничещо движение, представящо превъзходството на Гелуг като единствена чиста традиция. Сега той разглежда инклузивизма на монасите на Гелуг които практикували учения от други школи като заплаха за целостта на традицията Гелуг и агресивно се противопоставил на влиянието на другите традиции, в частност Нингма, които той счита за погрешни и измамни. Ключов елемент в подема на Пабонгка била практиката, разчитаща на Дордже Шугден, като главната му функция се представя като „Защита на традицията Гелук с насилствени средства, включително убиване на техните противници.“

Тринадесетият Далай Лама налага оганичения върху практиката с Шугден. Тогава Пабонгка се извинява и обещава да не използва тази практика повече.

## Риме в наши дни
Развитието на движението през двадесети век е успешно и получаването на учения и приемствености от различни школи става норма за много лами и техните ученици – монаси, йоги и светски хора. Това става с активната подкрепа на държателите на линии, включително тринадесетия и четиринадесетия Далай Лами, а също така петнадесетия Кармапа Качяб Дордже, Шестнадесетия Кармапа Рангджунг Ригпе Дордже, Сакя Тризин, Дуджом Ринпоче.
Дзонгсар Кхинце Чокий Лодро, Куну Лама Тензин Гялцен и Дилго Кхиенце Ринпоче са майстори от Риме от наше време, известни с голямото си обществено влияние и с това, че са съветници на четиринадесетия Далай Лама.
Четиринадесетият Далай Лама подкрепя и окуражава не-сектантския дух.Основни фигури на Гелуг от 19 век като Шабкар и Панчен Ламите и Ретинг Ринпоче от 20 век изучават методите на Нингма наред с обучението си в Гелуг. Личният скрит Гелуг манастир на Далай Ламите – Лукханг, намиращ се на малък остров в езеро зад Двореца Потала е посветен на ученията на Дзогчен